# Зубарев, Михаил Степанович
Михаил Степанович Зубарев (1920—1940) — младший лейтенант Рабоче-крестьянской Красной Армии, участник советско-финской войны, Герой Советского Союза (1940).

## Биография
Михаил Зубарев родился 20 сентября 1920 года в селе Ступино. В детском возрасте с семьёй переехал в село Поспелиха на Алтае, а в 1931 году — в Алма-Ату. Окончил среднюю школу. В 1938 году Зубарев был призван на службу в Рабоче-крестьянскую Красную Армию. В декабре 1939 года он окончил Ленинградское пехотное училище. Участвовал в советско-финской войне, будучи командиром взвода 554-го стрелкового полка 138-й стрелковой дивизии 7-й армии Северо-Западного фронта.
8—9 февраля 1940 года Зубарев участвовал в боях под Выборгом (ныне — Ленинградская область). Когда под финским огнём бойцы батальона оказались прижаты к земле, Зубарев во главе блокирующей группы уничтожил огневые точки противника и блокировал дот. В том бою Зубарев погиб.
Указом Президиума Верховного Совета СССР от 21 марта 1940 года «за образцовое выполнение боевых заданий командования на фронте борьбы с финской белогвардейщиной и проявленные при этом отвагу и геройство» младший лейтенант Михаил Зубарев посмертно был удостоен высокого звания Героя Советского Союза.
Похоронен в братской могиле № 1 на 48 километре Средне-Выборгского шоссе урочище Солдатское, посёлок Каменка.

## Награды
- Герой Советского Союза (21 марта 1940, медаль «Золотая Звезда»)[7];
- орден Ленина (21 марта 1940)[7].

## Память
В честь Зубарева названы улицы в Ленинграде (1940—1974) — Санкт-Петербурге (с 2018 г.), Алма-Ате и в родном селе Ступино.